# San Martín de Valdeiglesias
San Martín de Valdeiglesias é um município da Espanha na província e Comunidade de Madrid. Tem 115,5 km² de área e em 2021 tinha 8 760 habitantes (densidade: 75,8 hab./km²).

## Demografia
| Variação demográfica do município entre 1991 e 2004[carece de fontes?] | Variação demográfica do município entre 1991 e 2004[carece de fontes?] | Variação demográfica do município entre 1991 e 2004[carece de fontes?] | Variação demográfica do município entre 1991 e 2004[carece de fontes?] |
| ---------------------------------------------------------------------- | ---------------------------------------------------------------------- | ---------------------------------------------------------------------- | ---------------------------------------------------------------------- |
| 1991                                                                   | 1996                                                                   | 2001                                                                   | 2004                                                                   |
| 5438                                                                   | 5969                                                                   | 6256                                                                   | 6781                                                                   |